# Louis Hercule Timoléon de Cossé-Brissac
Louis Hercule Timoléon de Cossé-Brissac, duque de Brissac (14 de febrero de 1734-9 de septiembre de 1792), fue un comandante y par de Francia.

## Primeros años y matrimonio
Fue el segundo hijo y eventualmente heredero de Jean Paul Timoléon de Cossé-Brissac, VII duque de Brissac, general francés. Uno de los hombres más prominentes de las cortes de Luis XV y Luis XVI, fue Gran Panetier de Francia, coronel de los Cent Suisses de la guardia del rey y caballero de varias órdenes. Contrajo matrimonio en 1760 con Diane-Hortense Mancini-Mazarini (1742-1808), con quien tuvo dos hijos:
- Adélaïde (1765-1820), casada en 1782 con Victurnien-Jean-Baptiste de Rochechouart, duque de Mortemart.
- Jules Gabriel Timoléon (1771-1775).

## Revolución francesa
En 1791 se convirtió en comandante en jefe de la guardia constitucional del rey. El 29 de mayo de 1792, la Asamblea disolvió el cuerpo bajo sospecha de apoyo a la monarquía, acusando a Cossé-Brissac de fomentar simpatías contrarrevolucionarias y de haber ordenado a sus hombres servir al rey. Fue enviado a una prisión en Orléans a la espera de juicio antes de ser trasladado junto al resto de prisioneros a París, siendo separados de sus centinelas y asesinados en Versalles por una muchedumbre el 9 de septiembre. Tras luchar con sus asesinos, el duque de Brissac recibió numerosas puñaladas antes de ser rematado con un sable. Tras ser decapitado, su cabeza fue clavada en una pica y llevada a pie hasta la residencia de Madame du Barry, siendo posteriormente arrojada al interior de la misma a través de una ventana. Du Barry, quien había sido amante del duque, se desmayó tras presenciar lo ocurrido.
Al no haber dejado un descendiente varón, su título fue heredado por Timoléon de Cossé-Brissac (1775-1848).
- Datos: Q3262180
- Multimedia: Louis Hercule Timoléon de Cossé, 8th Duke of Brissac / Q3262180